# Condado de Fond du Lac
O Condado de Fond du Lac é um dos 72 condados do Estado americano do Wisconsin. A sede do condado é Fond du Lac, e sua maior cidade é Fond du Lac. O condado possui uma área de 1 983 km² (dos quais 111 km² estão cobertos por água), uma população de 97 296 habitantes, e uma densidade populacional de 52 hab/km² (segundo o censo nacional de 2000). O condado foi fundado em 1836.